# Thermococcus peptonophilus
Thermococcus peptonophilus es una arquea hipertermófila capaz de un crecimiento muy rápido. Es estrictamente anaerobia, y sus células poseen forma de coco con diámetro de aproximadamente 0.7–2 μm. Puede crecer solamente en sustratos complejos, como peptona, caseína, triptona, o extracto de levadura.  No puede usar dióxido de carbono como fuente de carbono.  A pesar de que puede crecer un poco en ausencia de azufre elemental, lo prefiere.

## Otras lecturas
Lee, Jong II; Kim, Yun Jae; Bae, Heejin; Cho, Sung Suk; Lee, Jung-Hyun; Kwon, Suk-Tae (marzo de 2010). «Biochemical Properties and PCR Performance of a Family B DNA Polymerase from Hyperthermophilic Euryarchaeon Thermococcus peptonophilus». Applied Biochemistry and Biotechnology 160 (6). doi:10.1007/s12010-009-8658-0.
- Canganella, Francesco, et al. "Pressure and temperature effects on growth and viability of the hyperthermophilic archaeon Thermococcus peptonophilus."Archives of microbiology 168.1 (1997): 1-7.
- Horikoshi, Koki. "Alkaliphiles: some applications of their products for biotechnology." Microbiology and Molecular Biology Reviews 63.4 (1999): 735-750.
- Dworkin, Martin, and Stanley Falkow, eds. The Prokaryotes: Vol. 3: Archaea. Bacteria: Firmicutes, Actinomycetes. Vol. 3. Springer, 2006. *Martí, Joan, and Gerald Ernst, eds. Volcanoes and the Environment. Cambridge University Press, 2005.
- Horikoshi, Koki, and Kaoru Tsujii, eds. Extremophiles in deep-sea environments. Springer, 1999.